# ابو سمره
ابو سمره یک منطقهٔ مسکونی در قطر است که در شهرداری الریان واقع شده‌است. ابو سمره ۲۴٫۶ کیلومتر مربع مساحت دارد.